# M/S Botnia

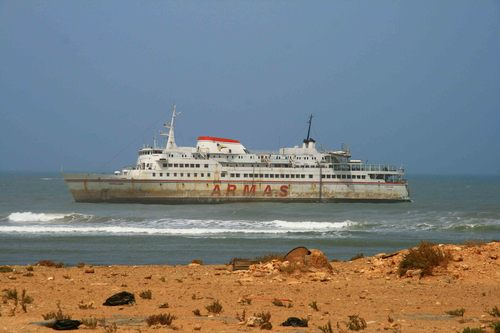
M/S Assalama som vrak vid Marockos kust

M/S Botnia, senare M/S Assalama, är en tidigare färja mellan Sverige och Finland och numera vrak vid Marockos västkust. 
M/S Botnia byggdes på Wärtsiläs varv i Helsingfors 1967 och gick i trafik för Silja line 1967-75 mellan Sverige och Åland. Hon såldes därefter till Spanien och omdöptes först till M/S Ciudad de la laguna, 1999 till Volcan de Tenagua och 2007 till M/S Assalama. Hon trafikerade som M/S Assalama för rederiet Naviera Armas under perioden december 2007 - april 2008 en rutt mellan Puerto del Rosario på Fuerteventura på Kanarieöarna och Tarfaya i Marocko. Den 30 april 2008 gick hon efter ett maskinhaveri på grund 150 meter från strandkanten vid Saharas rand två kilometer söder om Tarfaya.
Vraket ligger fortfarande kvar där (oktober 2014).